# دعانویس
دعانویس  به فردی می‌گویند که با استفاده از نوشتن متونی به ظاهر مذهبی روی اجسامی مانند قفل کلید و کاسه یا بعضی اشیا و پوست حیوانات مبالغی را از مردم دریافت می‌کنند. برخی از استاد نمایان، مدعی هستند که با «علوم غریبه» آشنا بوده و «وسیله‌ای برای ابراز قدرت خداوند» می‌باشند. گروهی دیگر با ادعای دانستن علم رمل و خبرداشتن از مجهولات عالم و خیر و شر، رمال نامیده می‌شوند. اسباب کار این گروه، اشکال شانزده‌گانه‌ای است که به دانیال نبی نسبت داده می‌شود. گروهی دیگر نیز برای مشتریانشان کف‌بینی و فالگیری می‌کنند. عده‌ای دعانویسی را خرافه می‌دانند و عده‌ای به آن معتقد اند، و نتیجه‌ها دبده اند برخی از مسلمانان دعاهای مذهبی را بر تسکین یا بهبود بیماری‌ها مؤثر می‌دانند. مانند حرز امام جواد
برخی از دعانویسان دروغین متأسفانه با ادعای‌های دروغ از اعتقادات سوءاستفاده نموده و ازمردم اخاذی می‌نماید و حتی گاهی فرد دعانویس از مشتری خود سوءاستفاده جنسی نیز می‌نماید. اغلب مشتریان دعانویس‌ها، زنان جوان هستند. به گفته البرز نیوز خبرگزاری رویترز در مقاله‌ای ای دعانویسی را به اعتقادات شیعه نسبت داده است. و چه سنی و چه شیعه و چه نصاری و یهود در هر دین و مذهبی دعانویسی و جادوگری وجوددارد و در هر جامعه ای هست.

## تاریخچه دعا نویسی
در اسلام برای سوره‌های قرآنی هرکدام خواص و قواعدی برای خواندن تعریف شده و مناجات‌هایی از بزرگان شیعه موجود است.

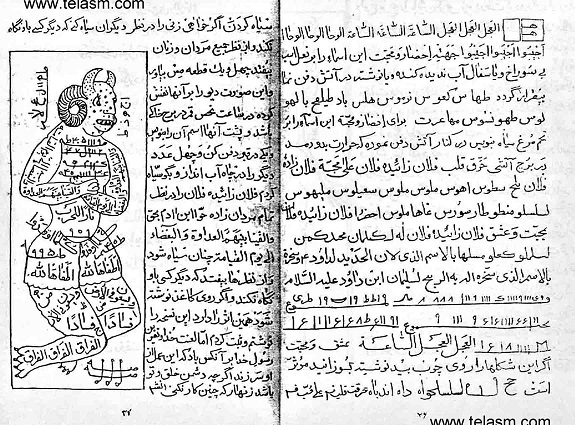
تصویر کتاب طلسمهای طمطم هندی تسخیری و حانیات و عزائم جنیان

## سرکتاب و شرح فعالیت دعا نویس
افرادی که در زندگی خود درماندگی حس می‌کنند و نمی‌توانند با تدبیر مشکلاتی از قبیل (بیماری، فقر، سرقت شدن مال، ترس و وحشت و …) را حل کنند به دعانویس روی می‌آورند و بر این باورند که با سرکتاب‌گیری که شروع فعالیت دعانویس است دلیل مشکلات آن‌ها مشخص می‌شود.
دعانویس در ابتدا تأکید بر باورِ خودش و دعا می‌کند و می‌گوید اگر ذره ای شک بیاورید همه چیز باطل می‌شود. سپس نام فرد، نام مادر و سن او را می‌پرسد و سپس با فرمول جمع ابجد به عددی می‌رسد که آن را بر ۱۲ تقسیم می‌کند و جواب آن عدد برحسب جنسیت فرد مبدل به تعبیری است که دعانویس در دست‌نویس‌های فال ابجد می‌بیند و برداشتی که دعانویس از شرح حال فرد دارد را با برداشت خود از تعبیر فال ابجد درمی‌آمیزد و برای فرد به گونه قابل قبول و هوشمندانه ای شرح می‌دهد و هرجا که شنونده شک بیاورد به او می‌گویند موکل‌های من اینگونه گفته‌اند، موکل در دعانویسی به معنی اجنه ای می‌باشد که با دعانویس دوست است و برای او از عالم غیب خبر می‌آورد. فرد درمانده که فکر می‌کند تنها راه بازمانده همین راه است تمامی شرح ماجرا را می‌پذیرد و در پایان هر سرکتاب مشخص می‌شود که فرد می‌بایست دعاهایی جهت رفع چشم بد و حسود و جادو و گشایش روزی و … و غیره از دعانویس خریداری کند و فرد درمانده هر جور که شده دعاها را خریداری می‌کند و به دستورات عمل می‌کند.

## دیدگاه فقهای شیعه
ناصر مکارم شیرازی«نوشتن دعاهایی که از حضرات معصومین (علیهم السلام) رسیده و در کتب معتبر موجود است، اشکالی ندارد؛ ولی دعا نویسی حرفه‌ای، که شغل افراد سودجوست، صحیح نیست و غالب کتاب‌هایی که به آن استناد می‌کنند، اعتباری ندارد.»
صافی گلپایگانی«نوشتن دعاهایی که با دلیل معتبر از ائمه معصومین علیهم السلام نقل شده و اجرت گرفتن در مقابل آن، اشکال ندارد ولی مراجعه به فالگیرها یا دعانویسانی که به صورت‌های مختلفه از منابعی که اعتبار شرعی ندارد نقل می‌کنند یا می‌نویسند جایز نیست و پول گرفتن اینگونه اکل مال به باطل و حرام است. والله العالم»